# Макаров, Сергей Григорьевич

### Биография
Сергей Григорьевич Макаров в 1972 году окончил среднюю школу в городе Джалал-Абад Киргизской ССР. В 1977 году получил диплом Фрунзенского политехнического института по специальности промышленное и гражданское строительство (ПГС). До призыва на действительную военную службу в органы КГБ СССР (в 1981 году) работал в строительных организациях города Джалал-Абада. Член КПСС с 1979 года.
- 1980 год обучение в Минской школе КГБ СССР.
- В 1981 году призван на действительную военную службу в органы КГБ СССР.
- 1991—1994 гг. руководил Ошским областным управлением национальной безопасности в Кыргызстане. Принимал участие в расследовании Ошских событий 1990 года.
- В 1994 году принял гражданство РФ и продолжил службу в Тамбовской области РФ.
- В 1994—2001 (Лихие девяностые) занимал должность заместителя начальника управления Федеральной службы безопасности Российской Федерации по Тамбовской области. Член межведомственной антитеррористической комиссии Тамбовской области[2][3].
- В 2003 году перешёл в центральный аппарат ФСБ России. Руководил Комитетом по вопросам безопасности Союзного государства.
- 2005-2009 - один из московских "кураторов" Кыргызстана во время правления там К.С.Бакиева.[4][5][6]

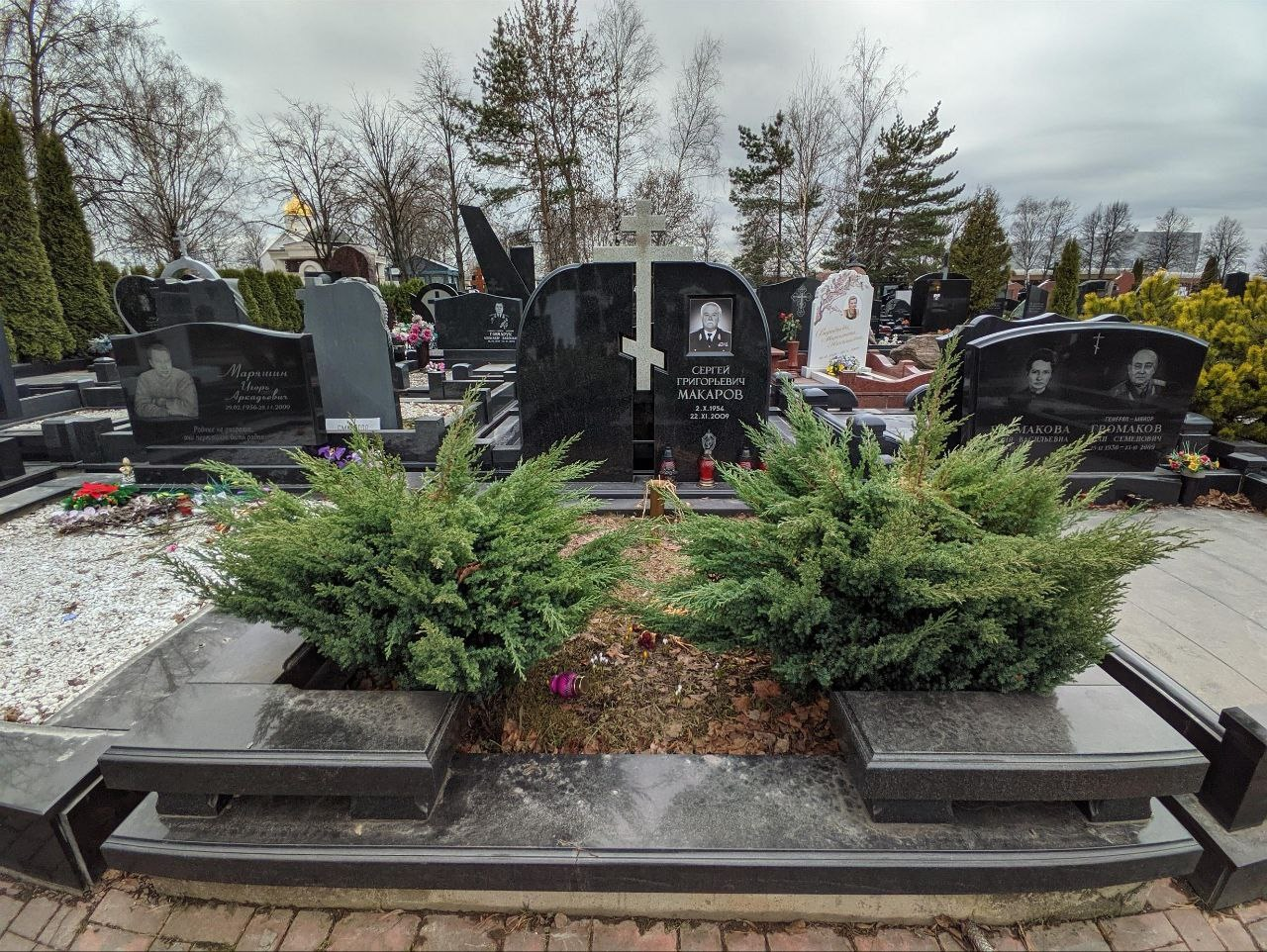
Могила С.Г.Макарова на Троекуровском кладбище

- Могила С.Г.Макарова на Троекуровском кладбищеСкоропостижно скончался 22 ноября 2009 года. Похоронен в Москве на Троекуровском кладбище.(участок 7г).

Сослуживцы: Алиев Бахтияр Эркинович, Верчагин Валерий Иванович, Иманкулов Марат Муканович ,  Орозов Алик Карыбаевич, 
Ушаков, Вячеслав Николаевич